# Jürgen Fischer (Fußballspieler, 1957)
Jürgen Fischer (* 3. November 1957) ist ein ehemaliger deutscher Fußballspieler und -trainer.

## Karriere
Jürgen Fischer wechselte 1982 vom pfälzischen FSV Schifferstadt zum SV Waldhof Mannheim in die 2. Bundesliga. Zuvor hatte er beim FV Speyer gespielt. Während eines Spiels in der DFB-Nachwuchsrunde zog er sich einen Bänderriss und einen Knöchelabriss zu, sodass er monatelang pausieren musste. So kam er erst am 6. Februar 1983 zu seinem Zweitligadebüt. Dieses Spiel blieb sein einziges in der 2. Bundesliga, denn kurze Zeit später renkte er sich im Training das Schlüsselbein aus. 1983 wechselte er zu Südwest Ludwigshafen. Später spielte er noch bei der TSG Weinheim, die er auch als Trainer betreute.